# Lucas Lasmar
Lucas Lasmar de Moura Costa Resende (Oliveira, 7 de janeiro de 1991), é um administrador de empresas e político brasileiro, filiado à Rede Sustentabilidade. Atualmente, exerce seu primeiro mandato como sendo o deputado estadual na Assembleia Legislativa de Minas Gerais (ALMG).

## Carreira política

#### Vereador de Oliveira
Lucas Lasmar iniciou sua trajetória política em 2016, quando foi eleito vereador em sua cidade natal, Oliveira. Naquela eleição, obteve a maior votação entre os candidatos ao legislativo municipal.

#### Secretário Municipal de Saúde de Oliveira
Após um mês de mandato na Câmara Municipal, em janeiro de 2017, Lasmar licenciou-se do cargo de vereador para assumir a Secretaria Municipal de Saúde de Oliveira. Permaneceu à frente da pasta até abril de 2022.
Durante sua gestão na secretaria, destacou-se pela expansão dos serviços oferecidos pelo Sistema Único de Saúde (SUS) no município. Enfrentou a pandemia de COVID-19, período em que implementou medidas para tornar Oliveira referência no tratamento da doença na região. Entre as ações, estão a criação de 20 leitos de enfermaria e 10 leitos de Unidade de Terapia Intensiva (UTI) em 30 dias.

#### Deputado Estadual de Minas Gerais
Nas eleições de 2022, Lucas Lasmar candidatou-se ao cargo de deputado estadual por Minas Gerais. Foi eleito em 2 de outubro de 2022, com 34.092 votos, tendo recebido votos em mais de 300 municípios mineiros. Ao tomar posse, tornou-se o deputado mais jovem da 20ª Legislatura da Assembleia Legislativa de Minas Gerais.

### Atuação parlamentar
Como deputado estadual, Lucas Lasmar tem pautado sua atuação principalmente nas áreas de saúde e fiscalização. É membro efetivo da Comissão de Saúde e da Comissão de Constituição e Justiça da ALMG.
Entre suas ações no parlamento, destacam-se requerimentos para a realização de audiências públicas para debater questões como o fechamento de leitos hospitalares e a reestruturação de serviços de saúde no estado. Recentemente, atuou na reabertura do processo de sabatina do indicado para a presidência da Fundação Ezequiel Dias (Funed).

### Desempenho em eleições
| Ano  | Eleição                  | Partido | Cargo             | Votos  | %     | Resultado |
| ---- | ------------------------ | ------- | ----------------- | ------ | ----- | --------- |
| 2016 | Municipal de Oliveira    | PMDB    | Vereador          | 1345   | 5,42% | Eleito    |
| 2022 | Estadual de Minas Gerais | REDE    | Deputado Estadual | 34.092 | 0,31% | Eleito    |